# Escharella labiata
Escharella labiata is een mosdiertjessoort uit de familie van de Escharellidae. De wetenschappelijke naam van de soort is voor het eerst geldig gepubliceerd in 1868 door Boeck in Smitt.